# Bogdánfalva (Románia)
Bogdánfalva (románul: Valea Seacă) település Romániában, Moldvában, Bákó megyében.

## Fekvése
Bákótól délre, a Moldvai-mezőségben fekvő település.

## Története
Bogdánfalva valamikor a 15. század végén keletkezhetett, úgynevezett "rezes" (szabad paraszti) település.
1523-ban itt, Bogdánfalvánál verte meg G. Stefan serege Vasile Lupu embereit.
1641-ben a falu lakossága még tiszta magyar volt, a lakosság a déli csángó nyelvjárást beszélte. A faluba még az 1800-as évek végén is érkeztek székely telepesek Erdélyből.
Lakói még a 20. században is nagyrészt magyarok voltak. A faluban néhány évig még 1949 után is működött magyar iskola.